# Stephan Beckenbauer
Stephan Beckenbauer (Múnich, 1 de diciembre de 1968-31 de julio de 2015) fue un futbolista alemán, hijo de Franz Beckenbauer, exfutbolista y exdirector técnico alemán. 
La carrera de Beckenbauer comenzó con el Bayern de Múnich II, el mismo equipo donde su padre vio su mayor éxito, antes de transferirse a rivales locales, como el TSV 1860 Múnich. También jugó para el 1. Fußball-Club Saarbrücken, tanto dentro como fuera del nivel superior de la Bundesliga alemana. En el último tiempo, antes de su muerte, Beckenbauer se dedicó a ser explorador y preparador del Bayern de Múnich.
En 1990, estaba en un proceso de negociación con el club Estrella Roja de Belgrado, pero no firmó. 
Murió, después de una larga enfermedad (tumor cerebral), el 31 de julio de 2015, a la edad de 46 años. Fue enterrado en el Cementerio del bosque de Perlacher en Múnich.